# Centrolepis racemosa
Centrolepis racemosa là một loài thực vật có hoa trong họ Centrolepidaceae. Loài này được D.D.Sokoloff & Remizowa mô tả khoa học đầu tiên năm 2009.